# Ruská Voľa nad Popradom
Ruská Voľa nad Popradom (em húngaro: Poprádökrös) é um município da Eslováquia, situado no distrito de Stará Ľubovňa, na região de Prešov. Tem 6,02 km² de área e sua população em 2018 foi estimada em 90 habitantes.

## Demografia
| Ano:        | 1994 | 2004    | 2014   | 2024    |
| ----------- | ---- | ------- | ------ | ------- |
| Broj ljudi: | 128  | 108     | 102    | 85      |
| Razlika:    |      | -15,62% | -5,55% | -16,66% |

| Ano:               | 2023 | 2024   |
| ------------------ | ---- | ------ |
| Número de pessoas: | 80   | 85     |
| Diferença:         |      | +6,25% |